# York Haven (Pennsylvanie)
York Haven est un borough aux États-Unis du comté de York, en Pennsylvanie. Sa population était de 709 habitants au recensement de 2010. Le borough abrite la centrale électrique Brunner Island, au bord de la Susquehanna, sur la route de Wago, et gérée par PPL.

## Géographie
York Haven se trouve à 40° 06′ 34″ N, 76° 42′ 53″ O (40.109502, -76.714819).
D'après le Bureau du recensement des États-Unis, le borough couvre une surface de 0,78 km2, dont 0,10 km2, ou 5.88%, sont de l'eau.

## Histoire
La localité a été fondée en 1814.

## Religion
- Paroisse du Saint-Enfant (catholique)

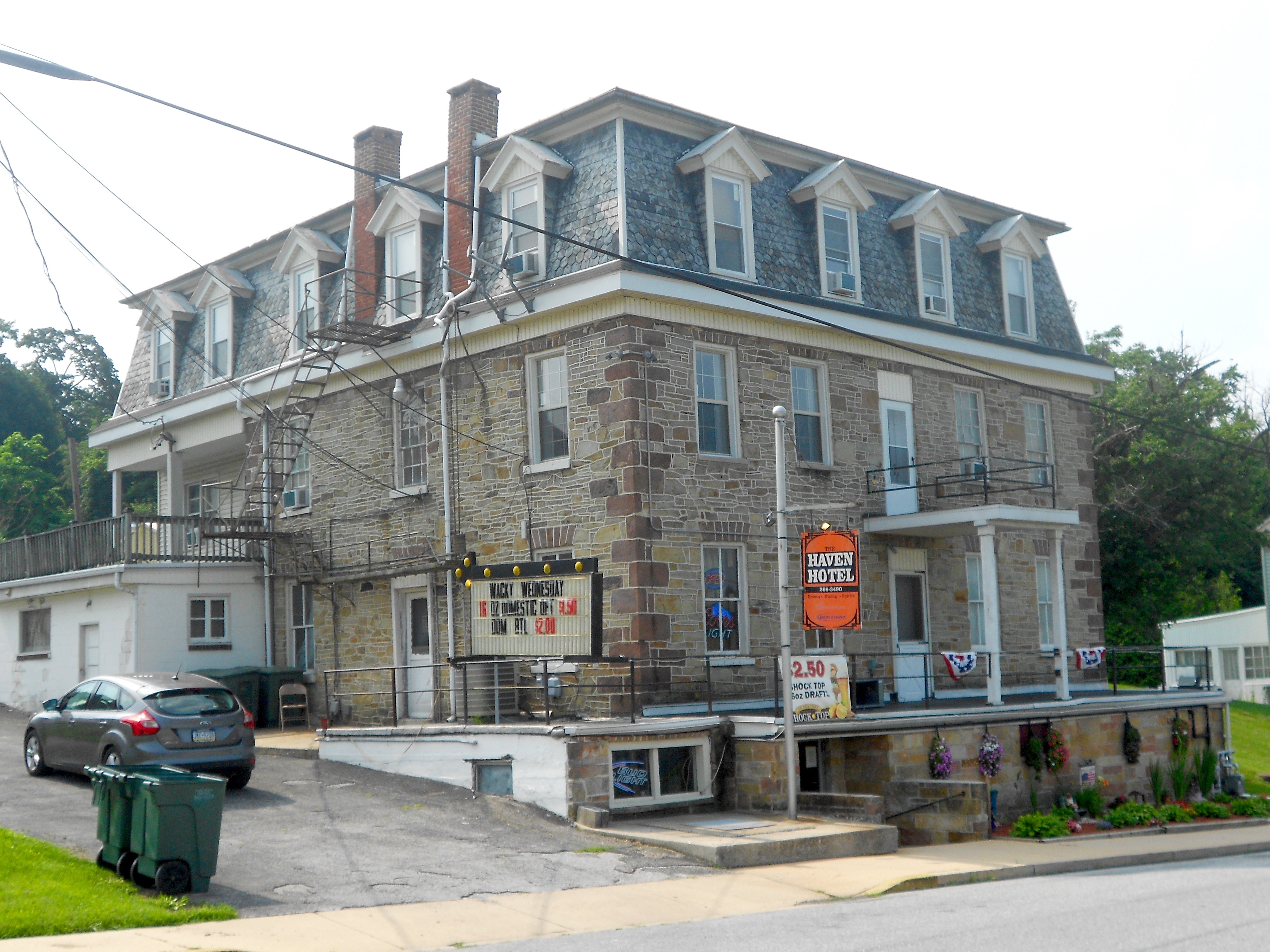
Haven Hotel.